# Богатые Плоты (Долгоруковский район)
Бога́тые Плоты́ — деревня Дубовецкого сельского поселения Долгоруковского района Липецкой области.

## География
Деревня Богатые Плоты находится в центральной части Долгоруковского района, в 7 км к западу от села Долгоруково. Располагается на берегах ручья притока реки Ольшанец.

## История
В 1770-е годы помещик П.С. Яковлев купил в межевой канцелярии землю на реке Мокром Ольшанце и поселил на ней две деревни Богатые Плоты и Ольшанку. Название — от диалектного слова плота — овраг, балка. Определение «богатые» — качественный показатель. Видимо, земля здесь считалась плодородной и ценной.
В «Списке населенных мест» Орловской губернии 1866 года, упоминается как два обособленных населенных пункта: 1-й — Богатая Плота «сельцо владельческое при ручье Стрельце, 7 дворов, 191 житель»; 2-й — Богатая Плота «деревня казённая при колодцах, 8 дворов, 60 жителей». В 1880 году значится как единая деревня 89 дворов, 595 жителей.
В начале XX века жители деревни Богатые Плоты состояли в приходе Преображенской церкви села Вязовое.
В 1926 году Богатые Плоты снова значатся как два населенных пункта с одним наименованием: в 1-м — 99 дворов и 570 жителей; во 2-м — 70 дворов, 354 жителя.
Во время Великой Отечественной войны деревня Богатые Плоты была временно оккупирована гитлеровцами. 3 декабря 1941 года подразделения 134-й пехотной дивизии вермахта, захватили ряд населенных пунктов севернее Тербунов, в том числе Богатые Плоты, тем самым, оттеснив силы 6-й дивизии Красной армии к Долгоруково. 10 декабря 1941 года, в ходе Елецкой наступательной операции деревня Богатые Плоты была освобождена.
До 1928 года деревня являлась центром Богато-Платовской волости Елецкого уезда Орловской губернии. В 1928 году вошла в состав Долгоруковского района Елецкого округа Центрально-Чернозёмной области. После разделения ЦЧО в 1934 году Долгоруковский район вошёл в состав Воронежской, в 1935 — Курской, а в 1939 году — Орловской области. С 6 января 1954 года в составе Долгоруковского района Липецкой области.

## Население
| 1880 | 2010 |
| ---- | ---- |
| 595  | ↘55  |

## Транспорт
На юге Богатых Плотов находится шоссе, связывающее село Долгоруково и деревню Весёлая.